# Amedeo Pomilio
Amedeo Pomilio (né le 11 février 1967 à Chieti) est un joueur de water-polo italien.
Il remporte le titre olympique aux Jeux de Barcelone en 1992, la médaille de bronze olympique aux Jeux d'Atlanta en 1996. Il est sacré champion du monde en 1994 et champion d'Europe en 1993 et 1995.